# Mercedes (Samar oriental)
Pour les articles homonymes, voir Mercedes.
Mercedes est une localité de la province du Samar oriental, aux Philippines. En 2015, elle compte 6 070 habitants.